# 理论化学计算国家重点实验室
理论化学计算国家重点实验室是由吉林大学建设的一个国家重点实验室。实验室位于吉林大学前卫校区，其前身是吉林大学理论化学研究所。
1978年经国家科委批准，吉林大学设立了理论化学研究所，唐敖庆任所长。1989年，国家计委批准在吉林大学建立理论化学计算国家重点实验室，孙家钟院士任实验室主任，唐敖庆院士任实验室学术委员会主任。
现任实验室主任为张红星教授，学术委员会主任为中科院院士黎乐民教授。
2014年12月，2014年化学领域国家重点实验室评估报告发布，理论化学计算国家重点实验室（吉林大学）未通过评估。根据《国家重点实验室建设与运行管理办法》和《国家重点实验室评估规则》的有关规定，该实验室不再列入国家重点实验室序列。